# Primærrute 6
Primærrute 6 er en hovedvejsrute i Nordøstsjælland.
Primærrute 6 er 81 km og går fra Europavej E47 ved Nyrup Hegn syd for Helsingør via Fredensborg forbi Hillerød og Slangerup via Roskilde og til Jersie Strand nord for Køge.
Ved Jersie Strand er der forbindelse til Køge Bugt Motorvejen, hvilket gør ruten attraktiv for rejsende fra Roskilde og opland, der skal mod Sydsjælland.
Rute 6 er den primærrute, der har det laveste nummer.

## Forløb
Primærrute 6 har sit nordlige udgangspunkt sammen med sekundærrute 229 ved Helsingørmotorvejens begyndelse nær Nyrup Hegn syd for Helsingør. Ruterne følger Kongevejen mod sydvest, og efter 1 km krydser de sekundærrute 213 i en rundkørsel. Efter yderligere 850 m, ved Nyrup, drejer sekundærrute 229 fra af Kongevejen. Primærrute 6 fortsætter som Helsingørsvej. Nordvest for Kvistgård krydses sekundærrute 235 i et hankeanlæg.
Herfra fortsætter ruten mod vestnordvest til Fredensborg, og gennem byen som Lundebakken. Ruten fortsætter gennem Gribskov mod Hillerød, og møder inde i skoven sekundærrute 227, som følger rute 6 indtil Isterødvejen. Strækningen mellem Kongevejen og Isterødvejen er anlagt som 2-sporet landevej.
Ved Isterødvejen deler primærrute 6 sig i to. Mod Roskilde følger ruten motortrafikvejen Isterødvejen sammen med primærrute 19 nord om Hillerød. Ved Hillerødmotorvejens forlængelse drejer rute 6 fra, og følger denne mod syd, først sammen med sekundærrute 267, og fra krydset med Herredsvejen sammen med primærrute 16, indtil Roskildevej.
I retning mod Helsingør går primærrute 6 syd om Hillerød. Ca. 1 km øst for Hillerødmotorvejens forlængelse begynder sekundærrute 233 ved rute 6. Herfra følger rute 6 Overdrevsvejen. Vest for Store Dyrehave har sekundærrute 201 sin begyndelse. Fra Isterødvejen følger rute 6 denne frem til Fredensborgvej.
Hele vejen rundt om Hillerød er i begge retninger skiltet som Ring 2.
Fra Hillerødmotorvejens forlængelse går rute 6 sammen med primærrute 53 gennem Freerslev og Gørløse. Vest for Slangerup møder de to ruter sekundærrute 207. Rute 53 følger denne mod vest og Frederikssund, mens rute 6 og rute 207 går mod syd, og syd for Slangerup fortsætter rute 207 mod øst til Farum. Primærrute 6 fortsæter mod syd forbi Jørlunde og Ølstykke Stationsby. Vest for Ølstykke krydser rute 6 sekundærrute 211 i et hankeanlæg.
Primærrute 6 fortsætter mod syd forbi Værebro, Jyllinge, Gundsømagle, Lille Valby og Veddelev. Herfra følges Ring 2 nord og øst om Himmelev. I det østlige Roskilde begynder sekundærrute 156, og 300 m syd herfor føres primærrute 6 på Holbækmotorvejen i tilslutningsanlæg 11, Roskilde SØ. Denne strækning er også en del af primærruterne 21 og 23. Kort efter drejer rute 6 dog fra igen i tilslutningsanlæg 12, Roskilde S.
Rute 6 fortsætter sydpå ud af Roskilde, forbi Vor Frue, Roskilde Lufthavn, Gadstrup, Snoldelev, Gammel Havdrup og Solrød.
Sydvest for Solrød Strand krydser primærrute 6 Køge Bugt Motorvejen (E20, E47 og E55) i tilslutningsanlæg 31, Solrød S. Herfra går primærrute 6 syd om Jersie Strand til sekundærrute 151, Jersie Strandvej.

## Fremtid
I september 2009 påbegyndtes anlægget af en omfartsvej syd og øst om Gørløse. Denne forventes at åbne i november 2011, og vil blive en del af primærrute 6. Omfartsvejen har været planlagt siden slutningen af 1970'erne, men først i 1999 påbegyndte det daværende Frederiksborg Amt projektarbejdet. Anlægget skulle have været påbegyndt i 2002, men blev sparet væk. I forbindelse med kommunalreformen i 2007 blev vejen til statsvej, og derved overgik projektet også til Vejdirektoratet.
I forbindelse med 3. etape af Frederikssundmotorvejen planlægges anlagt et tilslutningsanlæg ved primærrute 6 mellem Jyllinge og Ølstykke. Her er det planen at der etableres en fordelerring. Anlægsloven for motorvejen blev vedtaget i december 2009, men der er endnu ikke afsat penge til strækningen fra Tværvej til Frederikssund. Der forventes at finansieringen drøftes i løbet af 2011.
I 2006 blev krydset mellem primærrute 6 og Jyllinge Parkvej udpeget til "sort plet". Derfor vil krydset blive ombygget i løbet af 2011.
Siden 2009 har en ud- og ombygning af Holbækmotorvejen fra Fløng til Roskilde V været i gang. Dette inkluderer strækningen mellem tilslutningsanlæg 11 og 12, der er en del af primærrute 6. Her bliver motorvejen udvidet fra 4 til 6 spor, og tilslutningsanlæg 12, Roskilde S, bliver ombygget til et B-anlæg med direkte forbindelse til Køgevej.
I december 2009 blev finansieringen af en ud- og ombygning af Køge Bugt Motorvejen fra Greve S til Solrød S aftalt af et flertal i Folketinget. Dette indebærer også en mindre ombygning af tilslutningsanlæg 31, hvor primærrute 6 krydser. Finansieringen af den sidste strækning til Køge drøftes i 2013.
Desuden medfører anlægget af en ny jernbane mellem København og Ringsted at krydset på primærrute 6 med Åmarken vest for Jersie Strand forlægges mod nordvest.
Den 6 april 2016 foreslog en række borgere med støtte af socialdemokraternes gruppeformand Maria Stærke, at den nuværende hovedlandevej primærrute 6 mellem Køge og Roskilde skulle udbygges til en motorvej. Da de fremtidig patienter på Sjællands Universitetshospital, Køge har bruge for en hurtigere transport til og fra Køge. Men vejnettet er ikke optimalt, da der er problemer med trafikken mellem Køge og Roskilde. 